# Amietia viridireticulata
Espèce
Synonymes
- Rana viridireticulata Pickersgill, 2007

Statut de conservation UICN

 DD  : Données insuffisantes
Amietia viridireticulata est une espèce d'amphibiens de la famille des Pyxicephalidae. Amphibian Species of the World considère cette espèce comme synonyme de Amietia tenuoplicata.

## Répartition
Cette espèce est endémique du centre-Sud-Est de l'Afrique. Elle se rencontre, :
- dans le sud de la Tanzanie dans les monts Udzungwa ;
- dans le Nord du Malawi sur le plateau de Nyika.

## Publication originale
- Pickersgill, 2007 : Frog Search. Results of Expeditions to Southern and Eastern Africa from 1993-1999. Frankfurt Contributions to Natural History, vol. 28, p. 1-575.